# Missouri City
Missouri City es una ciudad ubicada en los condados de Fort Bend y Harris en el estado estadounidense de Texas. En el Censo de 2010 tenía una población de 67.358 habitantes y una densidad poblacional de 872,66 personas por km².

## Geografía
Missouri City se encuentra ubicada en las coordenadas 29°33′55″N 95°32′17″O / 29.56528, -95.53806. Según la Oficina del Censo de los Estados Unidos, Missouri City tiene una superficie total de 77.19 km², de la cual 73.6 km² corresponden a tierra firme y (4.65%) 3.59 km² es agua.

## Demografía
Según el censo de 2010, había 67.358 personas residiendo en Missouri City. La densidad de población era de 872,66 hab./km². De los 67.358 habitantes, Missouri City estaba compuesto por el 33.57% blancos, el 41.77% eran afroamericanos, el 0.41% eran amerindios, el 16.21% eran asiáticos, el 0.04% eran isleños del Pacífico, el 5.12% eran de otras razas y el 2.88% pertenecían a dos o más razas. Del total de la población el 15.3% eran hispanos o latinos de cualquier raza.

## Transporte
La Autoridad Metropolitana de Tránsito del Condado de Harris (METRO) gestiona servicios de transporte.

## Educación
En la parte en el Condado de Fort Bend, el Distrito Escolar Independiente de Fort Bend gestiona escuelas públicas. En la parte del Condado de Harris, el Distrito Escolar Independiente de Houston gestiona escuelas públicas.
La Escuela Preparatoria Westbury sirve a la parte en el Condado de Harris.